# Berosus oregonensis
Berosus oregonensis är en skalbaggsart som beskrevs av Miller 1965. Berosus oregonensis ingår i släktet Berosus och familjen palpbaggar. Inga underarter finns listade i Catalogue of Life.